# 랜디 김
랜디 김(Randy Kim 랜디 킴[*], 본명: 김재일 (운동선수), 1975년 3월 25일 ~ )은 전 육상선수, 이종격투기선수다. 195cm 110kg

## 포환던지기 주요경력
- 2001년 실업육상선수권 18.1미터 (당시 한국신기록)
- 2002년 아시아대회 1위·전국종별육상대회 18.47미터 (한국 역대 2위)
- 2003년 전국실업육상선수권·전국육상선수권·전국실업단대항육상대회·부산 국제육상대회·전국체육대회 1위
- 2005년 전국실업단대항육상대회·전국체육대회 2위
- 2006년 전국육상선수권 3위

서울체육고등학교·동아대학교·한국체육대학교대학원. 실업육상선수로는 울산시청 소속이었다.
2001년 4월 18일 실업육상선수권에서 18.1미터를 던져 1995년 5월 23일 필리핀 오픈에서 이승훈(익산시청)이 세운 18.09미터의 한국 기록을 경신했다.
2002년 5월 3일 전국종별육상대회에서 기록한 18.47미터도 한국 역대 1위로 여겨졌으나 2001년 10월 11일 황인성(인천체육고등학교)이 전국체육대회에서 18.51미터를 던진 것을 인지하지 못한 결과였다. 황인성의 18.51미터는 2006년 6월 15일 손현(경산시청)이 전국실업육상선수권에서 타이기록을 세운 것 외에는 접근을 허용하지 않고 있다.

## 입식타격기 주요경력
8전 3승 5패 (KO·TKO 3승 4패)
주요승리 - 웨슬리 코레이라, 박용수 등

주요패배 - 모리 아키오, 사와야시키 준이치 등

타이틀 - 2008년 K-1 미주예선 준우승

2006년 K-1에 데뷔한 이래 모리 아키오, 사와야시키 준이치 등에게 패하면서 4연패의 늪에 빠졌지만, 2008년 8월 10일 K-1 미주 예선인 하와이 그랑프리에서 하드펀처인 빌리토누 포노카라피, 웨슬리 코레이라를 모두 2회에 꺾음으로써, 한층 달라진 모습으로 결승까지 진출하는 기염을 토해낸다. 하지만 안타깝게도 결승전에서는 터키의 '신성' 구칸 사키에게 2회 KO패로 무너지게 된다. 그러나 그는 그 대회에서 향상된 기량으로 팬과 관계자들에게 좋은 인상을 남겨, K-1 월드 그랑프리 개막전 추천 선수 후보 명단에까지 올라가게 된다. 그리고 2008년 9월 27일 서울에서 오프닝 파이트로, 원래대로라면 작년 개막전에서 붙었어야 될 상대인 박용수와의 시합에서 2회 TKO승을 거둠으로써 3연승을 챙겼다.
| 경기일자         | 상대                | 결과 | 내용           | 대회                         |
| ---------------- | ------------------- | ---- | -------------- | ---------------------------- |
| 2008년 9월 27일  | 박용수              | 승   | 2R 1분 11초 KO | K-1 월드 GP 2008 final 16    |
| 2008년 8월 9일   | 구칸 사키           | 패   | 2R 1분 41초 KO | K-1 월드 GP 2008 in Hawaii   |
| 2008년 8월 9일   | 웨슬리 코레이라     | 승   | 2R 1분 KO      | K-1 월드 GP 2008 in Hawaii   |
| 2008년 8월 9일   | 빌리토누 포노칼라피 | 승   | 2R 1분 13초 KO | K-1 월드 GP 2008 in Hawaii   |
| 2007년 9월 29일  | 김민수              | 패   | 3R 판정        | K-1 월드 GP 2007 final 16    |
| 2007년 8월 5일   | 왕창                | 패   | 2R 1분 32초 KO | K-1 월드 GP 2007 in hongkong |
| 2007년 4월 28일  | 사와야시키 준이치   | 패   | 2R 2분 52초 KO | K-1 월드 GP 2007 in hawaii   |
| 2006년 12월 31일 | 모리 아키오         | 패   | 3R 33초 KO     | K-1 다이너마이트 2006        |

### 타이틀
- K-1 미국 GP 2008 준우승